# Moritz Weltgen
Moritz Weltgen (* 8. Februar 1987 in Göppingen) ist ein ehemaliger deutscher Handballspieler.

## Karriere
Moritz Weltgen begann im Alter von sechs Jahren das Handballspielen in Neustadt an der Weinstraße. Anfang 2001 wechselte er zum VfL Bad Schwartau, Mitte 2006 wechselte er zum TSV Altenholz und erhielt zeitgleich das Zweitspielrecht beim THW Kiel. Seit 2009 lief er allein für den TSV Altenholz in der 2. Bundesliga auf. Er wechselte zur Saison 2011/2012 zum SV Post Schwerin, bei dem er einen Zwei-Jahres-Vertrag erhielt. Im Oktober 2012 wechselte Weltgen von den in finanziellen Schwierigkeiten steckenden Zweitligisten zum Ligakonkurrenten HC Erlangen, gegen den der Rechtshänder eine Woche vorher noch zwei Treffer erzielen konnte, und unterschrieb einen Vertrag bis 2014. Mit Erlangen gelang ihm 2014 der Aufstieg in die 1. Bundesliga. Im Sommer 2015 beendete er seine Karriere.

## Erfolge
- Erweiterter Kader Jugend-Nationalmannschaft 2006
- Deutscher Meister 2007, 2008 und 2009 mit dem THW Kiel

## Bundesligabilanz
| Saison    | Verein   | Spielklasse | Spiele | Tore | 7-Meter | Feldtore |
| --------- | -------- | ----------- | ------ | ---- | ------- | -------- |
| 2006/07   | THW Kiel | Bundesliga  | 10     | 4    | 1       | 3        |
| 2007/08   | THW Kiel | Bundesliga  | 0      | 0    | 0       | 0        |
| 2008/09   | THW Kiel | Bundesliga  | 13     | 6    | 4       | 2        |
| 2006–2009 | gesamt   | Bundesliga  | 23     | 10   | 5       | 5        |